# 야성 김씨
야성 김씨(野城金氏)는 경상북도 영덕군을 본관으로 하는 한국의 성씨이다.
시조 김취린(金就躪)은 신라 경순왕의 후손이며, 고려의 호장중윤(戶長中尹)으로서 거란의 침입을 막아내 야성군(野城君)에 봉해졌다.

## 참고 자료
- “야성김씨(野城金氏)”. 뿌리를 찾아서.[깨진 링크(과거 내용 찾기)]